# Palo Blanco de Matalacas
Palo Blanco de Matalacas es un caserío peruano ubicado en el distrito de Pacaipampa, perteneciente a la provincia de Ayabaca del departamento de Piura, al norte del Perú. 

## Ubicación
Palo Blanco de Matalacas se ubica al centro de la provincia de Ayabaca, en el distrito de Pacaipampa, en el departamento de Piura.

## Demografía
En 2017 Palo Blanco de Matalacas tenía una población de 157 habitantes.